# College Board

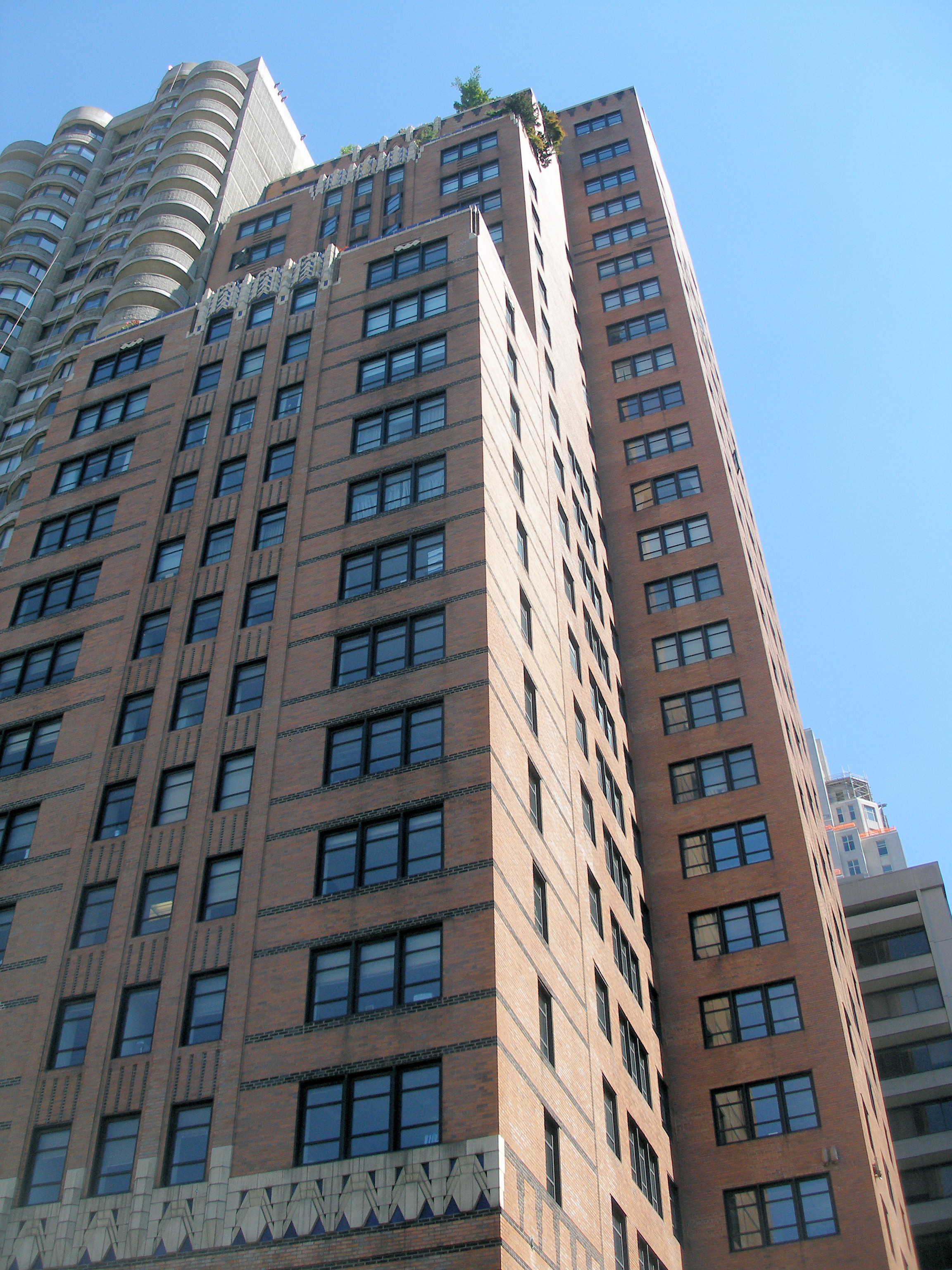
Oficinas de la sede del College Board en el 45 Columbus Av. en Nueva York.

El College Board es una organización sin ánimo de lucro que elabora Prueba de Aptitud Académica y cuyo ámbito de actuación incluye principalmente las grandes universidades de los Estados Unidos, así como toda América Latina, incluido Puerto Rico. El College Board fue establecido en 1900 y tiene su sede en la Ciudad de Nueva York.
En este momento, el College Board trabaja mucho para ayudar todos los estudiantes de los Estados Unidos.
Hoy, el College Board comprende a 5.400 escuelas, universidades y otras instituciones educativas,administrando el "Advanced Placement Program," el "PSAT/NMSQT," y el "SAT."  Este examen o Prueba de Aptitud Académica sirve a las instituciones educativas para poder seleccionar a los alumnos que hayan obtenido los mejores resultados en dicha prueba.
Las principales partes incluidas en la prueba son:
Bachillerato: 
- Español

- Inglés

- Matemáticas

- Habilidad cognitiva

Licenciatura:
- Razonamiento verbal (completar oraciones, lectura sencilla, lectura doble, analogías, completar el sentido de la oración y lectura crítica).

- Razonamiento matemático (aritmética, álgebra, geometría, estadística y probabilidad)
- Redacción indirecta (coherencia, cohesión y morfosintaxis)

Estos temas se basan en el sistema que lleva a cabo el College Board. La prueba se considera como una de las más exactas y es de las más utilizadas en todo el continente americano.